# 高木心平
高木 心平（たかぎ しんぺい、1985年10月22日 - ）は、日本の元俳優。愛知県名古屋市出身。スターダストプロモーションに所属していた。名古屋大学卒業。元俳優の高木万平は双子の兄。

## 略歴
大変裕福な家庭で育つが、父親から「若い頃の贅沢は敵」と厳しく教育される。
2005年、俳優デビュー。2006年、『ミュージカル・テニスの王子様』に桃城武役で出演。
2017年4月をもって、兄の高木万平と共に芸能界を引退。
2017年9月28日、兄の万平と共にYouTubeチャンネル「One Plus One TV」を立ち上げる。2018年2月12日まで動画投稿活動を行っていた。
2023年5月15日、芸能活動を引退してから6年経ち、2014年4月から2017年3月まで放送したアニメ『遊☆戯☆王ARC-V』でユーゴ役を演じた縁として、『遊戯王 デュエルリンクス』のユーゴ役の新規ボイス収録の参加を果たした。

## 出演

### テレビドラマ
- 獣拳戦隊ゲキレンジャー 第38話（2007年11月18日、テレビ朝日） - 鏡の中のレツ 役
- cafe吉祥寺で（2008年、テレビ東京） - 皆川いつむ 役
- メイちゃんの執事（2009年、フジテレビ） - 赤羽左近 役（万平と双子役）
- 漂流ネットカフェ（2009年、毎日放送） - 西野敦 役
- 名探偵の掟 第9話（2009年6月12日、テレビ朝日） - 大河原（高校生時代） 役
- 任侠ヘルパー（2009年、フジテレビ） - 古賀康介 役（万平と双子役）
- インディゴの夜 第6 - 63話（2010年1月12日 - 4月2日、フジテレビ） - モサク（大槻武蔵） 役（万平と双子役）
- 桜蘭高校ホスト部（2011年、TBS） - 常陸院光 役（万平と双子役）
- 怪盗ハンサム（2011年7月29日、東海テレビ） - 石田哲郎 役（万平と双子役）
- 白戸修の事件簿 第8話（2012年3月16日、TBS） - 常陸院光 役（万平と双子役）
- 非公認戦隊アキバレンジャー 第10話（2012年6月8日、BS朝日） - 都築タクマ / 新アキバレッド（声） 役

### 映画
- アリーナロマンス（2007年） - 及川悟 役
- 桜蘭高校ホスト部（2012年） - 常陸院光 役（万平と双子役）
- BAR神風〜誤魔化しドライブ〜（2015年） - 主演・笹塚修平 役
- 昭和最強高校伝 國士参上!!（2016年） - 主演・小川錦市（中学生時代） 役

### 舞台
- 飛行機雲〜DJから特攻隊へ愛を込めて〜（2005年8月）
- ミュージカル・テニスの王子様 - 桃城武 役
  - Advancement Match 六角 feat.氷帝学園（2006年8月）
  - 立海 feat.六角〜First Service〜（2006年12月 - 2007年1月）
  - Dream Live 4th（2007年3月）
  - Dream Live 4th Extra in 大阪（2007年5月）
  - Absolute King 立海 feat.六角〜Second Service〜（2007年8月 - 9月）
- 天国に行って3つめのドア（2007年12月）
- 義経-YOSHITSUNE-（2008年4月）
- 義経-YOSHITSUNE-紫鬼王編（2008年11月）
- 風が強く吹いている（2009年1月） - 城次郎 役（万平と双子役）
- DHE@stage×穴吹一朗 コラボレーション公演「Tower of Sugar」（2009年7月） - 主演
- マグダラなマリア〜マリアさんは二度くらい死ぬ!オリエンタルサンシャイン急行殺人事件〜（2009年11月） - シャーリー 役
- インディゴの夜（2010年4月 - 6月） - モサク 役（万平と双子役）
- c-block/DHE@stageプロデュース演劇集団アーバンフォレスト「真夜中の取調室」（2010年6月） - 日替わりゲスト
- Jack in the Rocks feat. 演劇集団アーバンフォレスト「今度はオセロ」（2010年9月）
- 絆 少年よ大紙を抱け（2010年11月・2011年10月） - 吉村隆 役（万平と双子役）
- プリンスセブン〜フツーの王子をブッとばせ〜（2011年4月） - バッシュ 役
- どんでん（2012年1月）
- ミュージカル「コードギアス 反逆のルルーシュ 魔人に捧げるプレュード」（2012年6月 - 7月） - 主演・ルルーシュ・ランペルージ 役
- Little Alice-少年アリスの時間割-（2012年7月） - マッドハッター 役
- ティーチャー（2013年7月）
- THE SHINSENGUMI Sword Dance〜剣、烈風の如く、真空に舞う〜（2013年12月）
- タンバリンプロデューサーズ公演「恋する、プライオリティシート」（2014年4月）

### オリジナルビデオ
- 学園男子 イケメン学部（2009年）
- 年上ノ彼女（2013年） - 主演・伊藤努 役

### テレビアニメ
- 遊☆戯☆王ARC-V（2014年 - 2017年、テレビ東京） - ユーゴ 役

### ゲーム
- 遊戯王 デュエルリンクス - ユーゴ 役[4]

### CM
- 東芝 携帯電話 V603T（2005年）
- JTB 学生応援団（2005年）
- サントリー ボス（2007年）
- グリコ BREO（2008年）
- 東京ディズニーシー
- オートバックス

### 写真集
- nachural（2007年8月29日、SDP） - 滝口幸広、高木心平、夕輝壽太、小野健斗[5]